# 布埃諾斯艾雷斯 (里瓦斯省)

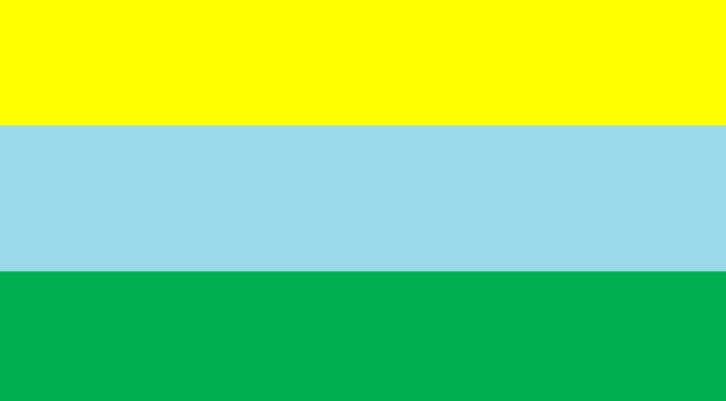
布埃諾斯艾雷斯的旗幟

布埃諾斯艾雷斯（西班牙語：Buenos Aires），是尼加拉瓜的城鎮，位於該國西南部，由里瓦斯省負責管轄，始建於1717年，面積75平方公里，海拔高度52米，2005年人口5,420，人口密度每平方公里72.27人。
11°28′N 85°49′W / 11.467°N 85.817°W